# 中野 (君津市)
中野（なかの）は、千葉県君津市の地名。現行行政地名は大字中野および中野1丁目から6丁目。郵便番号は299-1151。

## 地理
市内北西部の小糸川下流右岸、JR内房線君津駅の南側に位置する。一帯は君津市の中心市街地で、商業施設やホテルのほか、小糸川沿いには小・中学校も立地する。
北で西坂田・東坂田、東で久保・台・南久保、南で貞元・中富（南東側）・下湯江、西で中富（北西側）・大和田とそれぞれ隣接する（いずれも君津市）。

### 河川
- 小糸川

## 歴史

### 沿革
- 江戸時代 - 周淮郡中野村成立。
- 1873年（明治6年） - 中野村、千葉県に所属。
- 1889年（明治22年）4月1日 - 町村制施行により周淮郡周西村大字中野となる。
- 1897年（明治30年）4月1日 - 周西村、郡統合により君津郡所属となる。
- 1943年（昭和18年）4月1日 - 周西村と八重原村が合併し君津郡君津町が成立、同町の大字となる。
- 1971年（昭和46年）9月1日 - 君津町が市制施行し、君津市となる。
- 1977年（昭和52年）10月1日 - 北部の一部が東坂田1丁目-3丁目および西坂田1丁目・2丁目に分割。
- 1978年（昭和53年）12月1日 - 東部の一部が南久保3丁目および台1丁目に分割。
- 1982年（昭和57年）11月1日 - 南西部を除き住居表示実施[4]、中野1丁目-6丁目成立。

## 統計
|           | 世帯数 | 人口  | 地図                               |
| --------- | ------ | ----- | ---------------------------------- |
| 中野      | 225    | 552   | 北緯35度19分56秒 東経139度53分3秒  |
| 中野1丁目 | 349    | 687   | 北緯35度19分52秒 東経139度53分48秒 |
| 中野2丁目 | 576    | 1,220 | 北緯35度19分39秒 東経139度53分40秒 |
| 中野3丁目 | 315    | 645   | 北緯35度19分47秒 東経139度53分29秒 |
| 中野4丁目 | 216    | 456   | 北緯35度19分56秒 東経139度53分28秒 |
| 中野5丁目 | 456    | 928   | 北緯35度20分3秒 東経139度53分13秒  |
| 中野6丁目 | 297    | 641   | 北緯35度19分50秒 東経139度53分12秒 |
| 計        | 2,434  | 5,129 |                                    |

1. ↑  “平成29年君津市人口”.   君津市 (2017年11月8日). 2017年11月20日閲覧。
2. ↑  単位：世帯
3. ↑  単位：人

## 小・中学校の学区
市立小・中学校に通う場合、学区は以下の通りとなる。
| 丁目      | 番地 | 小学校             | 中学校               |
| --------- | ---- | ------------------ | -------------------- |
| 中野      | 全域 | 君津市立周西小学校 | 君津市立周西南中学校 |
| 中野1丁目 | 全域 | 君津市立周西小学校 | 君津市立周西南中学校 |
| 中野2丁目 | 全域 | 君津市立周西小学校 | 君津市立周西南中学校 |
| 中野3丁目 | 全域 | 君津市立周西小学校 | 君津市立周西南中学校 |
| 中野4丁目 | 全域 | 君津市立周西小学校 | 君津市立周西南中学校 |
| 中野5丁目 | 全域 | 君津市立周西小学校 | 君津市立周西南中学校 |
| 中野6丁目 | 全域 | 君津市立周西小学校 | 君津市立周西南中学校 |

## 交通

### 鉄道
北端をJR内房線が通過し、君津駅（所在地は東坂田）に隣接する。

### バス
- 日東交通
  - 周西線 君津製鐵所行・中央門前行・大和田陸橋下行・イオンタウン君津行・君津駅南口行・中島行
  - 周西線 君津駅南口行・上総高校行（急行、通学生専用）
  - 畑沢線 君津駅南口行・木更津駅西口行（君津中央病院経由）
  - イオンモール木更津線 君津駅南口行・木更津駅西口行（イオンモール木更津経由）
  - 富津市役所・君津駅線 君津駅南口行・大貫駅東口行
- 君津市コミュニティバス
  - 小糸川循環線 君津グラウンドゴルフ場 - 常代5丁目 - 中野 - 君津駅南口 - 君津市役所 - 君津バスターミナル - 常代5丁目 - （小糸郵便局前） - 君津グラウンドゴルフ場（循環ルート）
- 高速バス
  - 君津〜東京線（日東交通・京成バス） 青堀駅行・東京駅八重洲口前/東雲車庫行
  - 君津〜羽田空港線（日東交通・京浜急行バス） 羽田空港行

### 道路
一般県道
- 千葉県道158号君津青堀線
- 千葉県道159号君津大貫線 - 地内では158号と重複
- 千葉県道225号君津停車場線

## 施設
中野
- ツルハドラッグ中野店

中野1丁目
- マツモトキヨシ君津駅前店
- 千葉興業銀行君津支店
- 御霊神社

中野2丁目
- 君津市立周西南中学校
- 長安寺
- 中野南公園[6]

中野3丁目
- 君津市立周西小学校
- 君津住宅本社
- てんれい会館
- 大野原公園[6]

中野4丁目
- 君津駅南口バスターミナル
- ビバホーム君津店
- ケーズデンキ君津店
- 千葉信用金庫君津支店
- ハミルトンホテル上総
- グランパークホテルグループ ホテルかずさ
- 中野中央公園[6]

中野5丁目
- イオンタウン君津
- 君津中野郵便局
- 中野西公園[6]

公立小学校の学区は全域で君津市立周西小学校、公立中学校は君津市立周西南中学校。